# Los últimos cristeros
Los últimos cristeros es una película mexicano-holandesa basada en la novela Rescoldo: los últimos cristeros, de Antonio Estrada. Fue dirigida por Matías Meyer en el 2011 y protagonizada por Alejandro Limón, Jesús Moisés Rodríguez, Antonio García, Salvador Ferreiro, Abel Lozano, José Esparza y Sandra Rosales.

## Argumento
Al concluir la década de 1930, cinco campesinos duranguenses católicos se niegan a rendirse frente al gobierno mexicano durante el último periodo de la Guerra Cristera, en la cual se pretendía reducir el poder de la Iglesia mexicana con estrictas guerras anticlericales. En medio de condiciones poco favorables y escasos recursos y municiones, el grupo de hombres rechazan la amnistía y continúan luchando a favor de la libertad de culto y contra la persecución religiosa.

## Producción
Matías Meyer ofrece una película de carácter histórico (algunos la califican de western) que retrata la realidad con la máxima fidelidad a los hechos. El filme fue filmado en la Sierra de Laurel, en los Altos de Jalisco, entre los límites de Aguascalientes y Zacatecas. El trabajo de filmación con actores no profesionales (algunos de ellos incluso son descendientes de cristeros reales) agregó autenticidad a la obra cinematográfica. Para ello, el director visitó varios pueblos para encontrar a personas que encajaran con el papel, razón por la que se realizó un trabajo extra para que los actores se sintieran cómodos. 
Hijo del historiador Jean Meyer, el director declaró en conferencia de prensa que la película no pretende «ser una lección de Historia ni mucho menos. Se trata de que la gente se identifique con los personajes y despierte en ella la curiosidad por conocer los sucesos acontecidos en el país».

## Temas
A pesar de tratar temas delicados como la política o la Iglesia mexicana, Meyer argumenta que su filme «expone una lucha por la libertad, más allá de las creencias, de la fe, más que religiosa, en la posibilidad de cambio, la fe en un mundo mejor y más justo».

## Recepción
Los últimos cristeros fue una película alternativa a la propuesta de Dean Wright, Cristiada. A pesar de las buenas críticas, referencias y éxito en varios festivales (nacionales e internacionales), Meyer reconoció que al filme le faltó un distribuidor. En el 2012, la película fue estrenada en la capital mexicana pero no en su provincia, lugar donde, según Meyer, el filme pudo haber sido de interés, debido a que algunas personas (la gente mayor) participaron en los eventos históricos. Incluso menciona que la propaganda de la película se dio "pueblo por pueblo" para que la gente pudiera verla. Sin embargo, la producción recibió peticiones para que la cinta se proyectara a nivel académico para que se realizaran discusiones y debates al respecto. 

## Premios
La película fue merecedora de los siguientes premios y reconocimientos:
- Mejor película en la sección "Ahora México" de TV UNAM del Festival Internacional de Cine Universidad Nacional Autónoma de México (FICUNAM), realizado del 23 de febrero al 2 de marzo de 2013.[3]
- SIGNIS 2011 en el Festival Internacional de Nuevo Cine Latinoamericano de La Habana.[2]
- Mención Honorífica en el Festival Internacional de Cine de Paraty, Brasil.[2]
- Premio Coup de Coeur en el Festival de Cine Latinoamericano de Toulouse.[2]
- Kukulkán del Jurado en el Festival de Cine de la Riviera Maya.[2]